# SD頑駄無 武者O傳
「SD頑駄無 武者O傳」（日语：SD頑駄無 武者○伝，讀作：SD頑駄無 武者丸傳）是SD戰國傳系列第十三作，故事舞台是承接「SD戰國傳 光之變幻篇」之後數十年，特點是將以往武者系列角色，於全新舞台再次出場。而本作更特別加入日昇動畫參與製作。與以往一樣，本作雖然都有單行本及模型漫畫兩種平行世界故事，不過是次以單行本為主軸，模型漫畫則被標示為「武者O傳外傳」，主次比以往更加分明。
繼「光之變幻篇」及「武者G世紀」之後，武者O傳將小型武者的概念進一步發展，變成透過小型武者裝備鎧甲，變成武者角色。在可玩性增強同時，部件不夠緊密的情況亦時常出現。

## 人物介紹

### 天宮之國
「刀霸大將軍編」發生後一百年，新世大將軍（弓銃壹/烈光）作為天宮之國第二個大將軍的血脈，已經再沒有繼位者（子孫後來下野，成為武者，其中一名是武者O傳2出場擊麟將頑駄無），由以紅零斗丸一族出身的子孫繼位。（其中為人所知者，是數十年後「光之變幻篇」中的完美高達大將軍。）

#### 頑駄無軍團
屬延續昔日二代目大將軍的軍團。
超大砲機動武者 坐目留併米巢
天宮之國的機動武者，夢者遊擊隊突破是斷之門時使用的炮台。

#### 夢者遊擊隊
武小丸（∀GUNDAM＋GUNDAM）
夢者遊擊隊的領袖，即使在武者世界裡也是以無人能敵的武勇見稱。不過自從由天馬之國回來後，已忘記了武者魂，更以武仔丸的姿態出現。在現實世界與少年阿進（少年ススム）相識。個人目標是成為職業燒章魚丸大師。
武者丸（∀GUNDAM＋GUNDAM）
籍著「武者覺醒」，與燒章魚丸機鎧甲的結合、武仔丸在武者世界的型態。必殺技是以刀朝向地面突刺，然後將磨擦時產生的熱力釋放的絕技「道頓堀斷裂灼熱斬」、將裝甲與刀合體突進的「通天閣突貫彈」。使出必殺時，會講出例如等台詞。
武者丸 武者魂閃光型態（（∀GUNDAM＋GUNDAM）
在與墮惡怒武三連星決戰中陷入苦戰時，因為章魚燒大幅提升力量的型態，全身散發光輝的同時，速度及攻擊力同時大幅提升，甚至可一手擋住火箭炮彈。
武者竹簍
沒有裝備鎧甲的武者丸，在斗機丸面臨危機時，以竹簍蓋在身上的型態。絕技是將柿子與黃豆撒向敵人的。最後柿子投向與螃蟹融合的墮惡闇軍團妖怪打敗。
武王頑駄無（NU GUNDAM HWS+TURN X）

## 外部連結
- 武者O傳官方網頁（页面存档备份，存于）